# Moulon (Gironde)
Moulon település Franciaországban, Gironde megyében. Lakosainak száma 1056 fő (2022. január 1.). Moulon Libourne, Génissac, Grézillac, Saint-Émilion hegyközség, Saint-Sulpice-de-Faleyrens, Tizac-de-Curton és Nérigean községekkel határos.

## Népesség
A település népességének változása:
| Lakosok száma | 755  | 737  | 866  | 926  | 985  | 994  | 999  | 1006 | 1020 | 1056 |
|               | 1968 | 1982 | 1990 | 2006 | 2013 | 2015 | 2017 | 2019 | 2020 | 2022 |